# Bir Lahmar
Bir Lahmar (in arabo بئر الأحمر‎?) è una città del sud della Tunisia posta tra il massiccio montagnoso di Djebel Dahar a ovest e la pianura costiera della Djeffara a est.
Fa parte del Governatorato di Tataouine e costituisce una municipalità di 8.418 abitanti.
Il suo nome, tradotto dall'arabo, significa "pozzo rosso".